# تشيب ميرتل
تشيب ميرتل (بالإنجليزية: Chip Myrtle)‏ هو لاعب كرة قدم أمريكية أمريكي، ولد في 6 فبراير 1945 في هايتسفيل في الولايات المتحدة.

## وصلات خارجية
- تشيب ميرتل على موقع مرجع كرة القدم المحترفة.كوم (الإنجليزية)